# Parc animalier de Charleville-Mézières
Le parc animalier de Charleville-Mézières, connu aussi sous l'appellation parc animalier de Saint-Laurent, est une réserve naturelle de 38 ha peuplée d'animaux sauvages, pour la plupart représentatifs de la faune ardennaise. Il est s'étend sur les communes d'Aiglemont, Charleville-Mézières et La Grandville dans le département des Ardennes.

## Les parcours

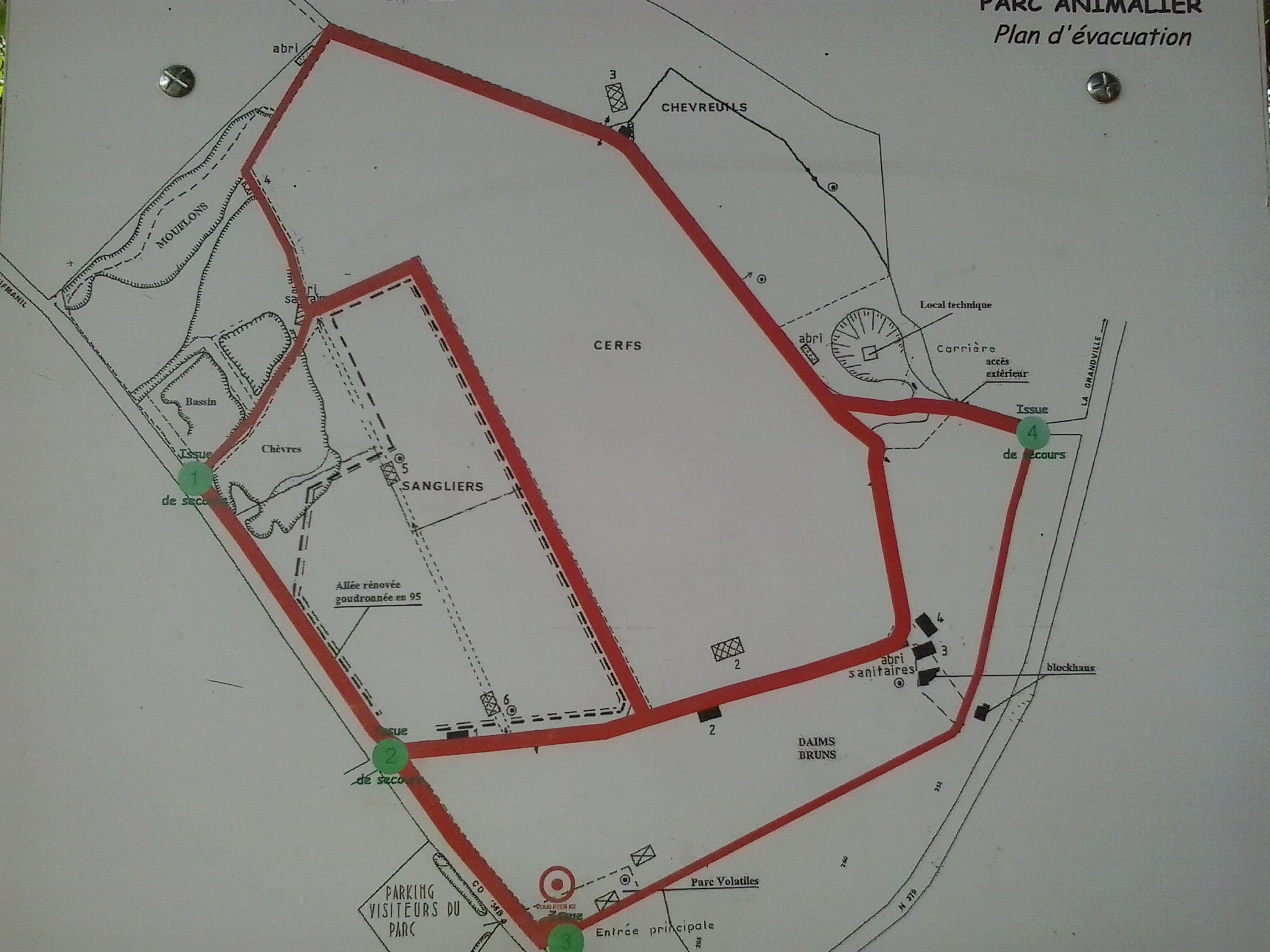
Plan et parcours

Un parcours d'environ 3 km, sur 38 hectares , permet de parcourir la totalité du parc en toute sécurité, les animaux sauvages sont séparés des allées par une double protection et chaque endroit comporte des plaques signalétiques comportant toutes les références et descriptions.
Deux autres parcours fléchés plus courts sont destinés aux familles et aux enfants. Deux postes d'observations permettent d'avoir une vue panoramique des lieux. Le long du trajet un « sentier de l'arbre » répertorie les essences familières régionales : Mérisier, chêne, hêtre..., avec les panneaux descriptifs appropriés.

## Le cheptel
Les animaux sauvages sont regroupés par espèce et vivent en semi-liberté dans des grands espaces. La plupart des animaux sont issus de la forêt ardennaise ou de la reproduction au sein du cheptel du parc: sangliers, cerfs, biches et chevreuils. Néanmoins on y trouve des daims bruns et blancs et des mouflons pouvant s'adapter au climat et à l’environnement, des volatiles (poules, canards, oies, paons, pigeons, faisans), un plan d'eau avec divers poissons.

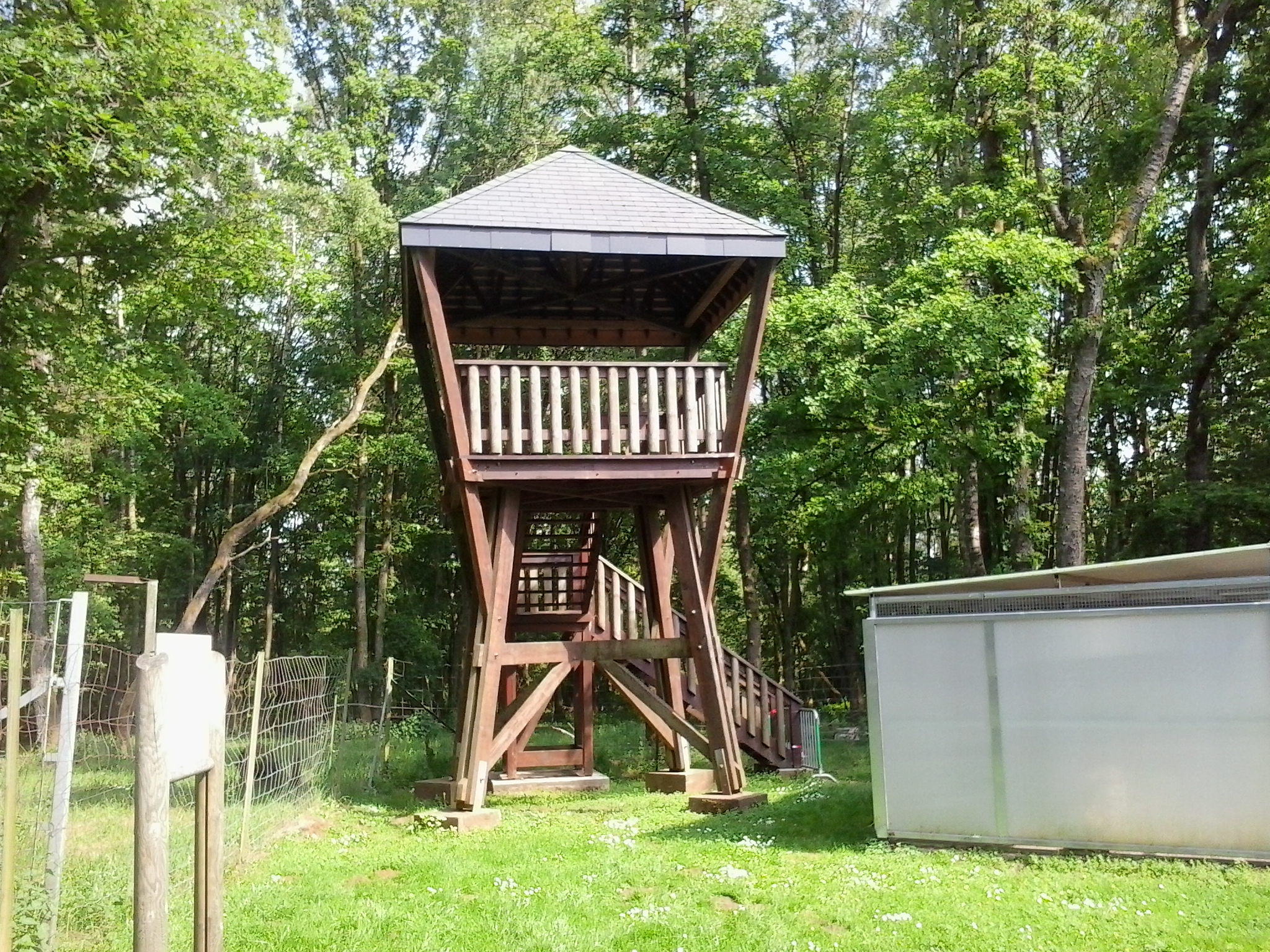
Un poste d'observation
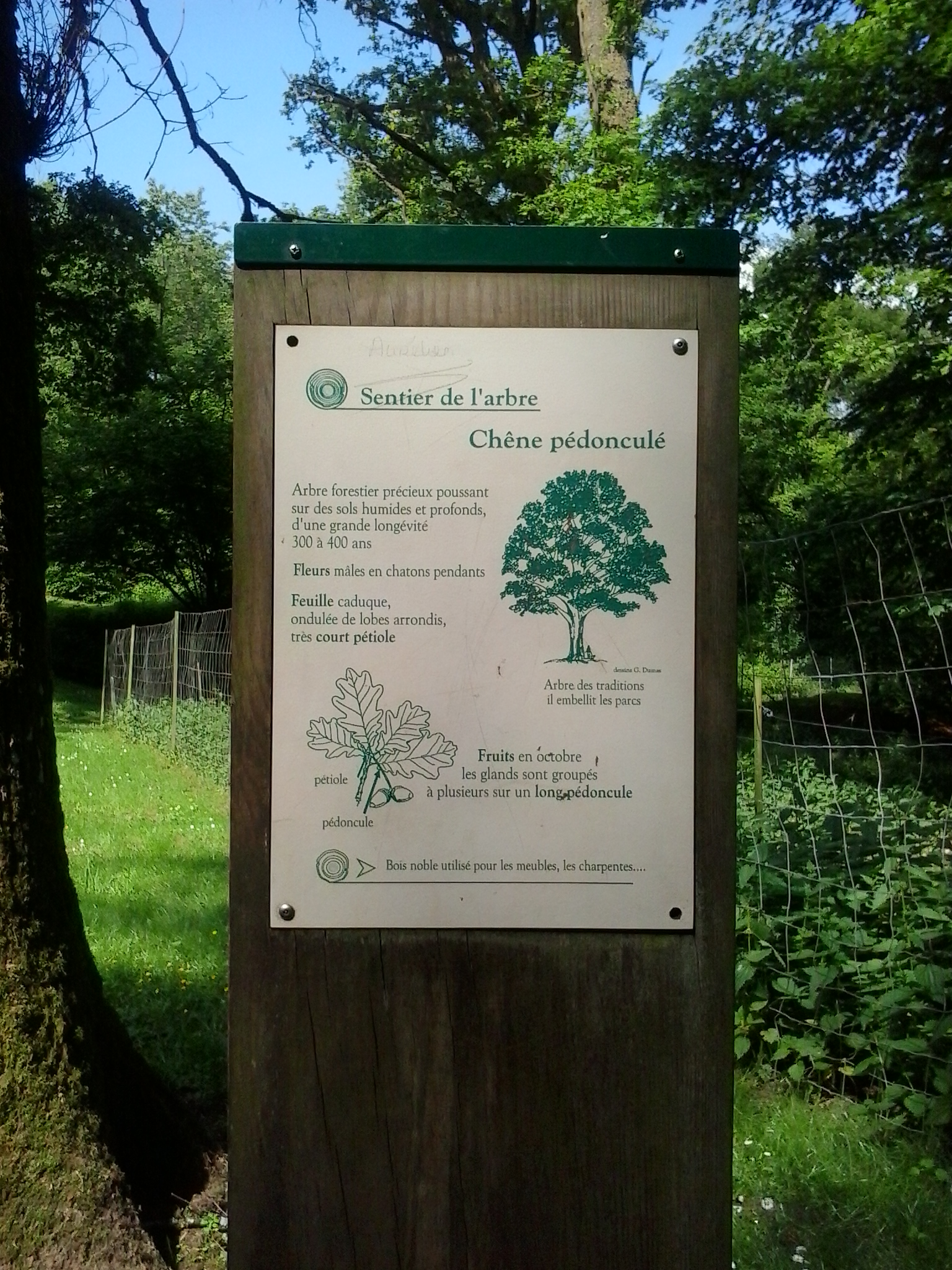
Sentier de l'arbre
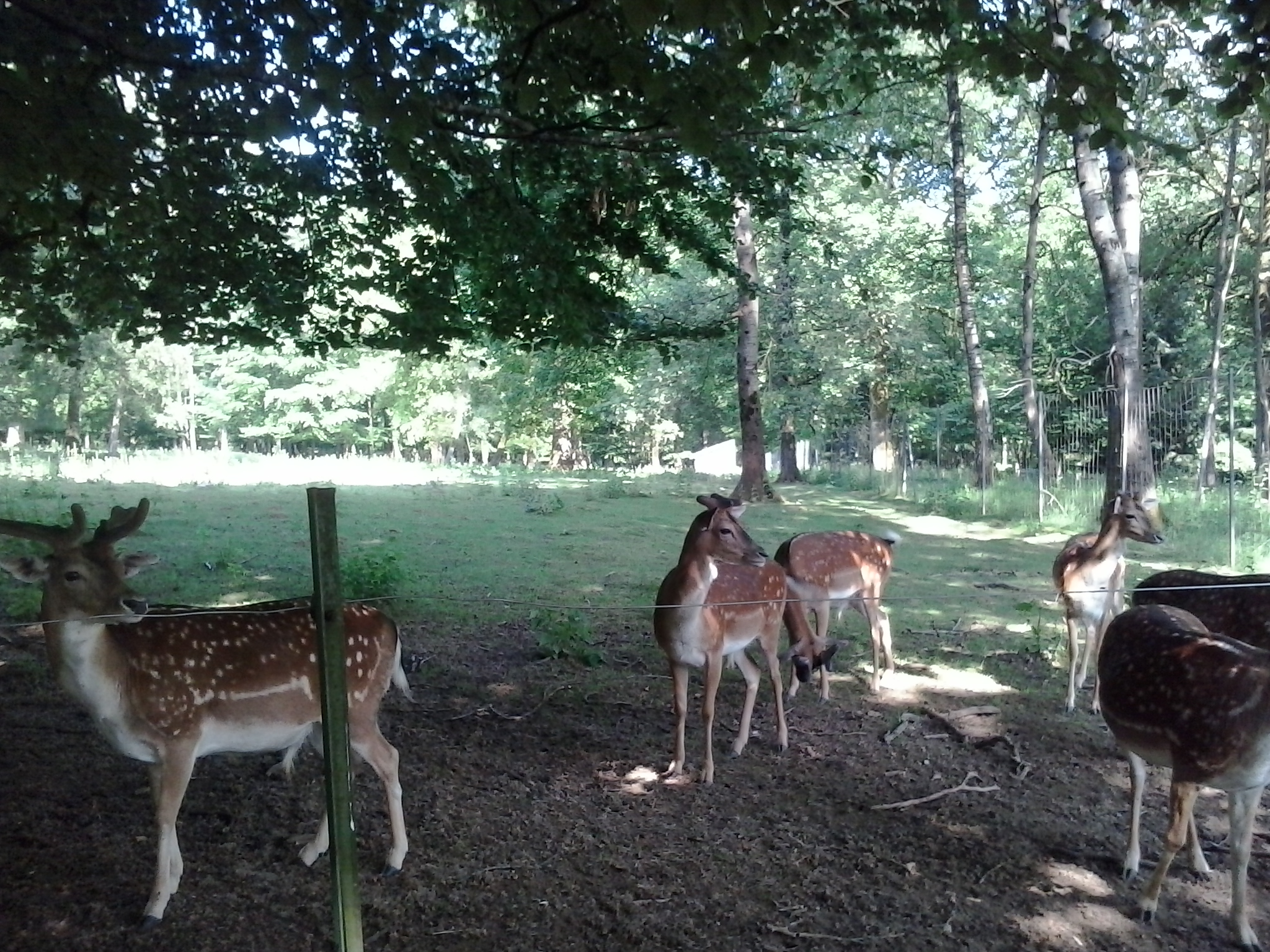
Daims
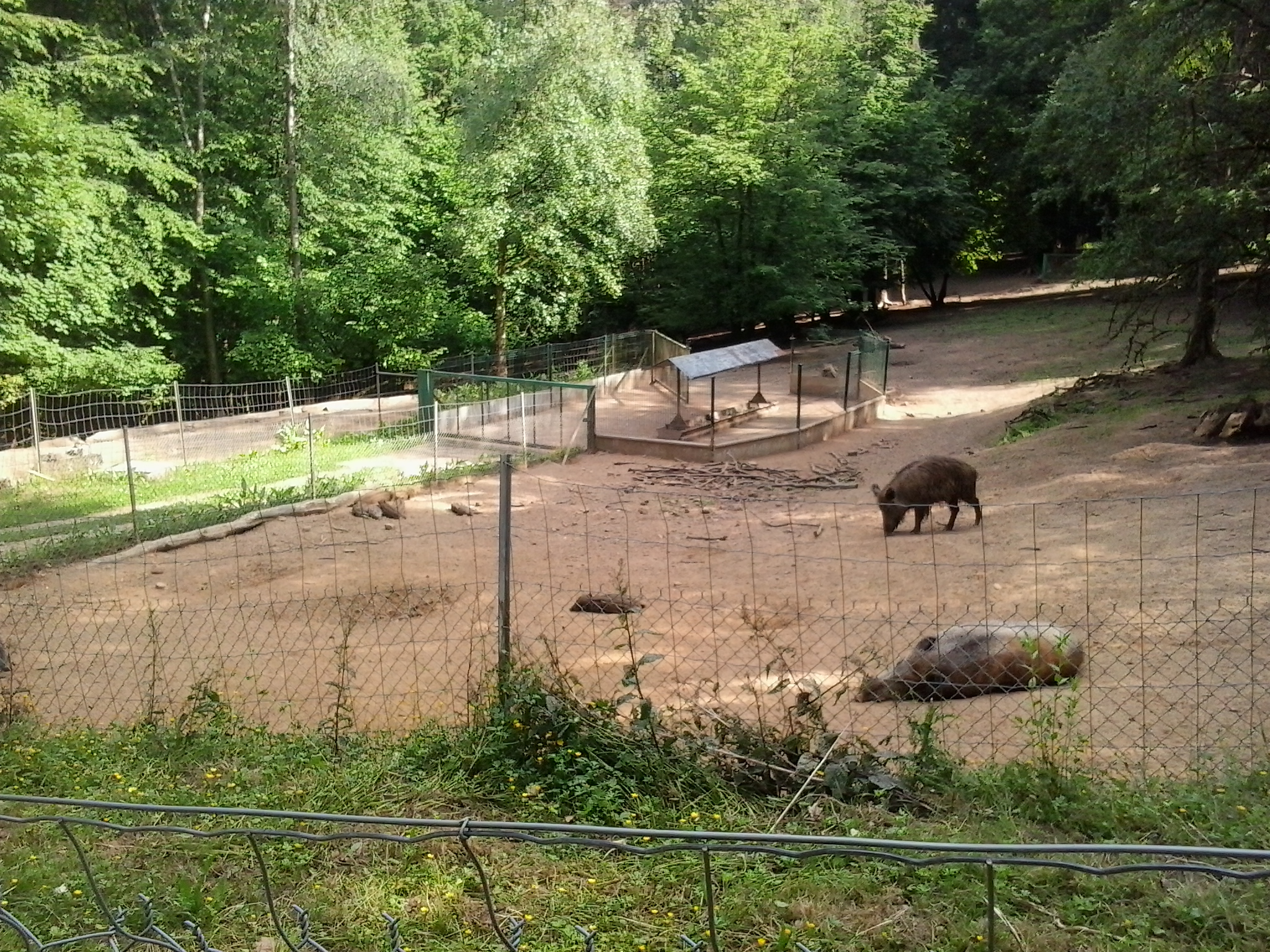
Sangliers

## Historique et fréquentation
Le parc a été créé en 1976. Il reçoit chaque année entre 50 000 et 60 000 visiteurs, ce qui en fait un des lieux touristiques les plus visités des Ardennes. Son succès donne des idées.
À noter que l'entrée est gratuite.
Dans les années 2020, les horaires, les animations et les animations sont en partie renouvelés.
Le parc est accessible en voiture et en bus, l'arrêt Parc animalier étant desservi par la ligne 3 du réseau TAC.